# 1992
1992. је била преступна година.

## Догађаји

### Јануар
- 7. јануар — Авион Југословенске народне армије оборио је код Новог Марофа у Хрватској хеликоптер с посматрачима Европске заједнице, при чему је погинуло свих пет људи у хеликоптеру.
- 9. јануар — Проглашена Република Српска.
- 15. јануар — Словенија и Хрватска добијају признање од стране Европске уније.
- 30. јануар — Аргентина отворила досијеа нациста који су после Другог светског рата побегли у Јужну Америку.

### Фебруар
- 1. фебруар — Председници САД и Русије, Џорџ Буш и Борис Јељцин, потписали су у Кемп Дејвиду, декларацију о престанку непријатељстава две земље, чиме је формално завршен Хладни рат.
- 4. фебруар — Венецуелански официр Уго Чавез је извршио неуспешан државни удар против владе председника Карлоса Андреса Переза.
- 7. фебруар — Представници 12 земаља Европске заједнице су потписали Мастрихтски споразум, који је довео до стварања Европске уније.
- 21. фебруар — Савет безбедности Уједињених нација донео резолуцију 743 о упућивању мировних снага УН у Југославију са мандатом од 12 месеци.
- 29. фебруар — Током дводневног референдума, више од 60% грађана изјаснило се за независност Босне и Херцеговине.

### Март
- 1. март — У Сарајеву испред српске православне цркве је убијен Никола Гардовић.
- 1. март — У Црној Гори се на референдуму 95% грађана изјаснило за заједничку државу са Србијом − Савезну Републику Југославију.
- 17. март — На референдуму у Јужној Африци белци су надмоћном већином подржали реформе за окончање система апартхејда.
- 18. март — Представници све три зараћене стране у рату у Босни и Херцеговини потписали споразум којим прихватају Карингтон-Кутиљеров план.
- 28. март — Након састанка са америчким амбасадором у Југославији Вореном Цимерманом у Сарајеву, Изетбеговић је повукао свој потпис са споразума о прихватању Карингтон-Кутиљеровог плана.

### Април
- 1. април — Српске снаге заузимају Бијељину.
- 5. април — На грађане Сарајева, који су у жељи да спрече даље националне сукобе, опколили зграду Скупштине БиХ, захтевајући формирање владе националног спаса, отворена је ватра из хотела Холидеј Ин.
- 6. април — ВРС започела опсаду Сарајева, која је трајала три и по године.
- 7. април — Дан пошто је Европска заједница признала независност Републике Босне и Херцеговине, Срби у Бањој Луци прогласили независност Српске Републике Босне и Херцеговине.
- 7. април — САД признале Босну и Херцеговину као независну државу.
- 16. април — Кошаркаши Партизана савладали су Хувентуд у финалу Купа европских шампиона са 71:70.
- 22. април — У серији експлозија у канализационом систему у мексичком граду Гвадалахара погинуло око 200 људи.
- 27. април — У Београду проглашена Савезна Република Југославија, као и први Устав СР Југославије, у чијем су саставу републике Србија и Црна Гора.
- 29. април — Јединице Територијалне одбране и полиције Босне и Херцеговине блокирале су касарне Југословенске народне армије у Сарајеву.
  - Почињу нереди у Лос Анђелесу, иначе серија нереда и грађанских немира, који су се догодили у Лос Анђелесу и који трају до 4. маја исте године.
- 30. април — Српске снаге, без испаљеног метка, преузимају власт у Приједору.

### Мај
- 11. мај — Због умешаности југословенске војске у сукобе у Босни, министри иностраних послова Европске заједнице донели одлуку да повуку амбасадоре из Београда и тражили суспендовање чланства Југославије у ОЕБС-у.
- 17. мај — Спаљен Оријентални институт у Сарајеву. Након гранатирања запаљивом муницијом неповратно изгубљена рукописна збирка са 5.263 кодекса и архив са преко 200.000 докумената.
- 23. мај — Сицилијанска мафија је извршила атентат на судију Ђованија Фалконеа, усмртивши том приликом и његову супругу, као и три телохранитеља.
- 30. мај — Савет безбедности УН усвојио резолуцију 757 којом су СР Југославији, због умешаности у рат у Босни, уведене санкције.
- 31. мај — Одржани први избори за Скупштину СР Југославије.

### Јун
- 10. јун — Масакр у Чемерну
- 15. јун — Српски књижевник Добрица Ћосић изабран за првог председника СР Југославије.
- 20. јун — Лидери Чешке и Словачке, Вацлав Клаус и Владимир Мечјар постигли договор о подели Чехословачке у две државе.

### Јул
- 14. јул — Амерички бизнисмен српског порекла, Милан Панић, постао први премијер Савезне Републике Југославије.
- 19. јул — Сицилијанска мафија је извршила атентат на судију Паола Борселина, блиског пријатеља и сарадника судије Ђованија Фалконеа. Атентат је извршен непуна два месеца након атентата на судију Фалконеа.
- 26. јул — Основана Демократска странка Србије, на челу са Војиславом Коштуницом.

### Август
- 26. август — У Лондону почела мировна конференција за заустављање сукоба у Босни и Херцеговини.

### Септембар
- 18. септембар — Британска фунта је избачена из Европског механизма курсева валута на Црну среду и претрпела је велику девалвацију.
- 19. септембар — Савет безбедности УН усвојио је Резолуцију о искључењу Савезне Републике Југославије из рада Генералне скупштине и оспорио њено право да у УН наследи СФРЈ.
- 30. септембар — Председници СРЈ и Хрватске, Добрица Ћосић и Фрањо Туђман, потписали у Женеви споразум о нормализовању односа између две државе.

### Октобар
- 8. октобар — 28. октобар - Одржава се шаховски турнир у Тилбургу, Холандија. Побеђује Мајкл Адамс.
- 12. октобар — Земљотрес у Каиру 1992.

### Новембар
- 3. новембар — На председничким изборима у САД, кандидат Демократске странке, Бил Клинтон, изабран је за председника САД победивши актуелног републиканског председника Џорџа Х. В. Буша и независног кандидата Роса Пероа.

### Децембар
- 3. децембар — Нил Папворт послао прву СМС поруку: „Merry Christmas“.
- 20. децембар — На председничким и парламентарним изборима у Србији, Социјалистичка партија Србије освојила највише посланичких места - 101, а Слободан Милошевић поразио Милана Панића и освојио други мандат на месту председника Србије.
- 29. децембар — Скупштина Југославије изгласала неповерење првој Влади СР Југославије и сменила премијера, српског бизнисмена из САД Милана Панића.

### Датум непознат
- Википедија:Непознат датум — Одржан је међународни шаховски турнир под називом „Аљехинов меморијални турнир у Москви“, Совјетски Савез. Победници су били Вишванатан Ананд и Борис Гељфанд.
- Википедија:Непознат датум — Откривен рачунарски вирус 5lo.

## Рођења

### Јануар
- 7. јануар — Џејмс Бел, амерички кошаркаш
- 7. јануар — Божо Ђумић, српски кошаркаш[1]
- 7. јануар — Едгарас Улановас, литвански кошаркаш
- 9. јануар — Александар Ковачевић, српски фудбалер[2]
- 11. јануар — Дани Карвахал, шпански фудбалер[3]
- 11. јануар — Бријана Пери, америчка хип хоп музичарка и глумица
- 12. јануар — Драгољуб Срнић, српски фудбалер[4]
- 12. јануар — Славољуб Срнић, српски фудбалер[5]
- 19. јануар — Мак Милер, амерички музичар и музички продуцент (прем. 2018)[6]
- 19. јануар — Богдан Планић, српски фудбалер[7]
- 24. јануар — Марко Дмитровић, српски фудбалски голман[8]
- 24. јануар — Данило Петровић, српски тенисер[9]
- 30. јануар — Филип Ђуричић, српски фудбалер[10]

### Фебруар
- 1. фебруар — Патрик Јанг, амерички кошаркаш
- 2. фебруар — Вања Ненадић, српска глумица[11]
- 11. фебруар — Тејлор Лотнер, амерички глумац[12]
- 13. фебруар — Никола Јововић, српски одбојкаш
- 14. фебруар — Кристијан Ериксен, дански фудбалер[13]
- 14. фебруар — Фреди Хајмор, енглески глумац[14]
- 15. фебруар — Ања Мит, српска глумица, певачица и ТВ водитељка[15]
- 21. фебруар — Ели Бабаљ, аустралијски фудбалер[16]
- 21. фебруар — Борис Бараћ, хрватски кошаркаш[17]
- 21. фебруар — Фил Џоунс, енглески фудбалер[18]
- 22. фебруар — Милица Томашевић, српска глумица и ТВ водитељка[19]
- 23. фебруар — Николоз Басилашвили, грузијски тенисер[20]
- 23. фебруар — Самара Вивинг, аустралијска глумица и модел[21]
- 23. фебруар — Каземиро, бразилски фудбалер[22]
- 26. фебруар — Лазар Ћировић, српски одбојкаш[23]
- 27. фебруар — Филип Крајиновић, српски тенисер[24]
- 29. фебруар — Џеси Ашер, амерички глумац[25]

### Март
- 4. март — Ђорђе Деспотовић, српски фудбалер[26]
- 4. март — Ерик Ламела, аргентински фудбалер[27]
- 4. март — Бернд Лено, немачки фудбалер[28]
- 10. март — Габријела Пејчев, српско-бугарска певачица
- 13. март — Осуна, порторикански музичар
- 13. март — Каја Скоделарио, енглеска глумица[29]
- 13. март — Луси Фрај, аустралијска глумица[30]
- 15. март — Ренцо Оливо, аргентински тенисер[31]
- 17. март — Џон Бојега, енглески глумац[32]
- 19. март — Милош Јојић, српски фудбалер[33]
- 19. март — Јована Стојиљковић, српска глумица[34]
- 21. март — Каролина Плишкова, чешка тенисерка[35]
- 22. март — Џеси Ендруз, америчка порнографска глумица и модел[36]
- 22. март — Валтер Таварес, кошаркаш са Зеленортских Острва[37]
- 23. март — Кајри Ирвинг, амерички кошаркаш

### Април
- 3. април — Ана Бјелица, српска одбојкашица
- 4. април — Нина Краљић, хрватска музичарка
- 9. април — Андреј Мркела, српски фудбалер[38]
- 10. април — Садио Мане, сенегалски фудбалер[39]
- 10. април — Дејзи Ридли, енглеска глумица[40]
- 11. април — Александар Пантић, српски фудбалер[41]
- 18. април — Клои Бенет, америчка глумица и певачица[42]
- 19. април — Ник Поуп, енглески фудбалски голман[43]
- 19. април — Марко Тодоровић, црногорски кошаркаш[44]
- 21. април — Иско, шпански фудбалер[45]
- 24. април — Џо Кири, амерички глумац и музичар[46]
- 30. април — Марк Андре тер Штеген, немачки фудбалски голман[47]

### Мај
- 4. мај — Јован Крнета, српски фудбалер[48]
- 5. мај — Горан Чаушић, српски фудбалер[49]
- 6. мај — Јонас Валанчјунас, литвански кошаркаш[50]
- 6. мај — Ален Омић, словеначко-босанскохерцеговачки кошаркаш[51]
- 7. мај — Александер Лудвиг, канадски глумац и певач[52]
- 7. мај — Рајан Харисон, амерички тенисер[53]
- 8. мај — Немања Стевановић, српски фудбалски голман[54]
- 11. мај — Тибо Куртоа, белгијски фудбалски голман[55]
- 17. мај — Срећко Лисинац, српски одбојкаш
- 18. мај — Лук Блек, српски музичар и музички продуцент
- 19. мај — Маршмело, амерички продуцент електронске музике и ди-џеј
- 19. мај — Сем Смит, енглески музичар
- 20. мај — Катарина Грујић, српска певачица
- 20. мај — Енес Кантер, турски кошаркаш[56]
- 20. мај — Дамир Џумхур, босанскохерцеговачки тенисер[57]
- 21. мај — Александар Пешић, српски фудбалер[58]
- 30. мај — Џереми Лемб, амерички кошаркаш[59]
- 31. мај — Џастин Макреј, амерички играч америчкога фудбала

### Јун
- 3. јун — Марио Геце, немачки фудбалер[60]
- 7. јун — Франка Бателић, хрватска певачица[61]
- 10. јун — Кејт Аптон, амерички модел и глумица[62]
- 12. јун — Филипе Кутињо, бразилски фудбалер[63]
- 15. јун — Мохамед Салах, египатски фудбалер[64]
- 15. јун — Дафне Схиперс, холандска атлетичарка[65]
- 18. јун — Алекса Вукановић, српски фудбалер[66]
- 24. јун — Давид Алаба, аустријски фудбалер[67]
- 26. јун — Руди Гобер, француски кошаркаш[68]
- 26. јун — Џоел Кембел, костарикански фудбалер[69]
- 30. јун — Јована Стевановић, српска одбојкашица[70]

### Јул
- 1. јул — Мија Малкова, америчка порнографска глумица[71]
- 2. јул — Јанис Тима, летонски кошаркаш (прем. 2024)
- 4. јул — Коти Кларк, амерички кошаркаш[72]
- 5. јул — Алберто Морено, шпански фудбалер[73]
- 5. јул — Мирна Радуловић, српска певачица
- 6. јул — Урош Витас, српски фудбалер[74]
- 8. јул — Сон Хјунгмин, јужнокорејски фудбалер[75]
- 9. јул — Тони Катић, хрватски кошаркаш[76]
- 11. јул — Карис Идн, аустралијска музичарка
- 15. јул — Вејд ван Никерк, јужноафрички атлетичар
- 15. јул — Страхиња Стојачић, српски кошаркаш[77]
- 17. јул — Били Лурд, америчка глумица[78]
- 18. јул — Танасис Андетокумбо, грчки кошаркаш
- 22. јул — Селена Гомез, америчка глумица и певачица[79]
- 24. јул — Лео Вестерман, француски кошаркаш

### Август
- 2. август — Чарли Екс-Си-Екс, британска музичарка[80]
- 3. август — Карли Клос, америчка предузетница и модел
- 4. август — Дилан Спраус, амерички глумац[81]
- 5. август — Кори Валден, амерички кошаркаш[82]
- 6. август — Јована Гузијан, српска новинарка, водитељка и модел
- 9. август — Ђорђе Дреновац, српски кошаркаш[83]
- 12. август — Кара Делевин, енглеска глумица и модел[84]
- 13. август — Лукас Мора, бразилски фудбалер[85]
- 16. август — Дијего Шварцман, аргентински тенисер[86]
- 17. август — Никола Стојиљковић, српски фудбалер[87]
- 18. август — Тамара Алексић, српска глумица[88]
- 18. август — Богдан Богдановић, српски кошаркаш[89]
- 20. август — Деми Ловато, америчка глумица и певачица[90]
- 24. август — Александар Арсенијевић, српски политичар
- 27. август — Ким Петрас, немачка музичарка

### Септембар
- 2. септембар — Ненад Лукић, српски фудбалер[91]
- 3. септембар — Марко Петковић, српски фудбалер[92]
- 10. септембар — Арон Вајт, амерички кошаркаш
- 13. септембар — Марко Гобељић, српски фудбалер[93]
- 21. септембар — Анђела Јовановић, српска глумица
- 24. септембар — Џек Сок, амерички тенисер[94]
- 28. септембар — Кем Берч, канадски кошаркаш[95]
- 30. септембар — Езра Милер, амерички глумац[96]
- 30. септембар — Јоханес Фојтман, немачки кошаркаш
- 30. септембар — Марко Чекинато, италијански тенисер[97]

### Октобар
- 1. октобар — Лејлани Лијен, америчка порнографска глумица[98]
- 2. октобар — Алисон Бекер, бразилски фудбалски голман[99]
- 2. октобар — Шејн Ларкин, амерички кошаркаш[100]
- 11. октобар — Карди Би, америчка хип хоп музичарка
- 12. октобар — Џош Хачерсон, амерички глумац и продуцент[101]
- 16. октобар — Марко Јошило, босанскохерцеговачко-српски кошаркаш[102]
- 19. октобар — Коко де Мал, српска порнографска глумица
- 19. октобар — Немања Николић, српски фудбалер[103]
- 20. октобар — Матија де Шиљо, италијански фудбалер[104]
- 21. октобар — Бернард Томић, аустралијски тенисер[105]
- 23. октобар — Алваро Мората, шпански фудбалер[106]
- 23. октобар — Томане, португалски фудбалер[107]
- 24. октобар — Урош Ћосић, српски фудбалер[108]
- 27. октобар — Стефан ел Шарави, италијански фудбалер[109]
- 31. октобар — Ђукан Ђукановић, српски кошаркаш[110]

### Новембар
- 1. новембар — Филип Костић, српски фудбалер[111]
- 5. новембар — Марко Верати, италијански фудбалер[112]
- 7. новембар — Миа Димшић, хрватска музичарка[113]
- 7. новембар — Горан Закарић, босанскохерцеговачки фудбалер[114]
- 12. новембар — Давис Бертанс, летонски кошаркаш[115]
- 12. новембар — Алесандро Ђентиле, италијански кошаркаш[116]
- 16. новембар — Марцело Брозовић, хрватски фудбалер[117]
- 18. новембар — Филип Малбашић, српски фудбалер[118]
- 18. новембар — Квинси Милер, амерички кошаркаш[119]
- 22. новембар — Стефан Настић, српско-канадски кошаркаш
- 23. новембар — Мими Мерцедез, српска хип-хоп музичарка
- 23. новембар — Мајли Сајрус, америчка глумица и певачица[120]
- 26. новембар — Катарина Гардијан, српска певачица
- 28. новембар — Дедрик Бојата, белгијски фудбалер[121]

### Децембар
- 11. децембар — Малком Брогдон, амерички кошаркаш[122]
- 15. децембар — Џеси Лингард, енглески фудбалер[123]
- 17. децембар — Бади Хилд, бахамски кошаркаш[124]
- 18. децембар — Бриџит Мендлер, америчка глумица и музичарка[125]
- 18. децембар — Рашид Сумаила, гански фудбалер[126]
- 20. децембар — Лои Диони, француски фудбалер[127]
- 21. децембар — Лука Милуновић, српски фудбалер[128]
- 27. децембар — Рајан Боутрајт, амерички кошаркаш[129]
- 31. децембар — Чери Кис, српска порнографска глумица[130]

## Смрти

### Јануар
- 1. јануар — Грејс Хопер, амерички компјутерски стручњак, творац компјутерског језика кобол (* 1906)

### Фебруар
- 23. фебруар — Маркос Вафијадис, грчки политичар
- 26. фебруар — Јован Јанићијевић Бурдуш, српски глумац (* 1932)[131]

### Март
- 9. март — Менахем Бегин, израелски политичар и премијер, нобеловац за мир 1978. (* 1913)[132]

### Април
- 6. април — Ајзак Асимов, амерички писац научне фантастике (* 1920)[133]
- 10. април — Питер Мичел, енглески биохемичар, добитник Нобелове награде за хемију 1978. год. (* 1920)
- 18. април — Бени Хил, британски глумац и певач (* 1924)

### Мај
- 6. мај — Марлен Дитрих, немачка глумица и певачица (* 1901)[134]
- 15. мај — Ладислав Демшар, југословенски кошаркаш и кошаркашки тренер (* 1929)
- 23. мај — Ђовани Фалконе, италијански судија (* 1939)

### Јун
- 28. јун — Михаил Таљ, светски првак у шаху (* 1936)

### Јул
- 2. јул — Борислав Пекић, српски књижевник (* 1930)
- 11. јул — Хајрудин Крвавац, босанскохерцеговачки редитељ и сценариста (* 1926)
- 28. јул — Јован Рашковић, српски политичар и психијатар (* 1929)[135]

### Август
- 12. август — Џон Кејџ, амерички композитор и теоретичар музике (* 1912)
- 26. август — Ђурђица Барловић, хрватска певачица (* 1950)

### Септембар
- 2. септембар — Барбара Маклинток, амерички генетичар, добитник Нобелове награде из медицине 1983. (* 1902)[136]
- 4. септембар — Бранко Пантелић Пантер, први командант Гарде Пантери (* 1957)
- 11. септембар — Стојан Вујновић — Србин, српски пуковник Хрватских одбрамбених снага (* 1953)
- 25. септембар — Ивица Вдовић, српски музичар (* 1961)

### Октобар
- 8. октобар — Вили Брант, немачки политичар и канцелар (* 1913)[137]
- 20. октобар — Коча Поповић, српски политичар и народни херој (* 1908)

### Новембар
- 7. новембар — Александер Дупчек, чехословачки политичар (* 1921)

### Децембар
- 13. децембар — Александар Тирнанић, југословенски фудбалер и фудбалски селектор (* 1910)[138]
- 21. децембар — Стела Адлер, америчка глумица и учитељица глуме (* 1901)[139]
- 21. децембар — Алберт Кинг, амерички блуз гитариста и певач (* 1923)[140]
- 30. децембар — Михаило Лалић, српски књижевник (* 1914)[141]

### Непознат датум
- Википедија:Непознат датум — Куно Видрић, хрватски и српски планинар (* 1908)

## Нобелове награде
- Физика — Жорж Шарпак
- Хемија — Рудолф А. Маркус
- Медицина — Едмонд Х. Фишер и Едвин Г. Кребс
- Књижевност — Дерек Волкот
- Мир — Ригоберта Менчу Тум
- Економија — Гери Бекер